# Vindové (rukopisná mapa)
Mapa Vindové je historická národnostní rukopisná mapa. Za autora je považován Pavel Josef Šafařík. Jedná se o slepou mapu zobrazující města a vodstvo území dnešního Chorvatska, Rakouska a Slovinska. Dílo bylo jedním z podkladů k tvorbě následujících velkých map.

## Popis
Mapa je sestavena na jednom mapovém listu. Její velikost je 21,8 x 27,3 cm a je podlepena papírem o rozměrech 24,8 x 33,4 cm. Autor označil arch pouze názvem v hůlkovém písmu na horním okraji uprostřed. Kromě samotného zobrazení mapa nezahrnuje žádné údaje, jakými jsou například iniciál, měřítko, směrová růžice, rok výroby, nebo jakékoliv ostatní připomínky. Mapa je slepá a rukou kreslená a znázorňuje oblasti Chorvatska, Rakouska a Slovinska. Mapové pole zaplňuje skoro celé místo. Umístění polohy sídel a hustá síť toků těchto zemí jsou zachyceny jenom černou barvou. Co se týče pojmenování měst a řek, na mapě jsou označeny výjimečně největší z nich. Především autor zdůrazňuje velkými červenými body dvě města: Vídeň a Gradec (současný Štýrský Hradec). Názvy jsou psány vázanou, obyčejnou nestínovanou ne velmi zdobnou latinkou. 
Grafickými symboly jsou linie řek i potoků a tečky značící sídla. Jakost poprvé zmíněných je určena dvojitou čárou, jakost jiných vyplněním. Mapa je utvořena v černobílé stupnici. Zcela chybí zobrazení mřížky, zeměpisné šířky a délky. Nejsou označeny hranice států a název moře (Jaderské moře). Žádným způsobem není napovězen výškopis, ba i stínováním či šrafami nejsou znázorněny veškeré jiné informace. 
Celé dílo se uchovalo zřejmě nepoškozené, na okrajích je opatřeno dvěma razítky.

## Účel
Za autora rukopisné mapy Vindové je pokládán Pavel Josef Šafařík. Šafařík se zajímal o českou a slovenskou historii, později se jeho zájem rozšířil na celé slovanství. To bylo podnětem pro jeho práce o slovanských národech. Účelem všech prací bylo sebeurčení, upřesnění a přidání významu slovanskému národu.
Toto kartografické dílo může být použito pro studijní účely. Je slepou mapou – ( mapa, která splňuje podmínky mapy), nejsou zde však úmyslně vyznačené některé údaje a je většinou vyvedena pouze černobíle. Slouží jako doplňující učební pomůcka nejčastěji v hodinách vlastivědy a zeměpisu. V dnešní době ji můžeme použít ve školství, především na základních školách. Dnes hlavním účelem mapy je: zaznamenávání hranic států, měst, vodstva, čtení kódu mapy a přečtený kód v zeměpisném atlasu přenášejí do slepé mapy. Smysl slepé mapy ještě spočívá v tréninku paměti a v orientaci v prostoru mapy.[zdroj⁠?!]

## Historie
Mapa je rukopisná, proto se nedá určitě říct, kdo byl autorem. Ale za tvůrce mapy je považován Pavel Josef Šafařík. Možná, že ve skutečnosti ji nakreslil nějaký následovník Šafaříka nebo vůbec někdo neznámý. 
Zkoumané dílo je napsáno v českém jazyce, ale je to rukopis, který nemusí odpovídat všem požadavkům pravopisu jazyka, proto nebyly použity hlásky „h“ (Šafaříkovo ignorování), např. Gradec.
Možný interval vzniku mapy je období 1838–1840. Pokrývá Chorvatsko, Slovinsko a Rakousko – slovanské národy.